# Деминская (Шенкурский район)
Деминская — нежилая деревня в Шенкурском районе Архангельской области России. Входит в состав муниципального образования «Усть-Паденьгское».

## География
Деревня расположена в южной части Архангельской области, в таёжной зоне, в пределах северной части Русской равнины, в 58 километрах на юго-запад от города Шенкурска, на правом берегу реки Паденьга, притока Ваги. Ближайший населённый пункт — деревная Лодыгинская, находящаяся к северу от Деминской, на противоположенном берегу Паденьги.
Часовой пояс
Деминская, как и вся Архангельская область, находится в часовой зоне МСК (московское время). Смещение применяемого времени относительно UTC составляет +3:00.

## Население
| 2002 | 2010 | 2012 |
| ---- | ---- | ---- |
| 0    | →0   | →0   |

## История
Указана в «Списке населённых мест по сведениям 1859 года» в составе Шенкурского уезда (1-го стана) Архангельской губернии под номером «2041» как «Деминская». Насчитывала 6 дворов, 34 жителей мужского пола и 35 женского.
В «Списке населенных мест Архангельской губернии к 1905 году» деревня Деминская насчитывает 16 дворов, 86 мужчин и 69 женщин. В административном отношении деревня входила в состав Паденгского сельского общества Устьпаденгской волости.
На 1 мая 1922 года в поселении 35 дворов, 59 мужчин и 80 женщин.